# Olympische Jugend-Sommerspiele 2014/Tischtennis
Bei den Olympischen Jugend-Sommerspielen 2014 in der chinesischen Metropole Nanjing wurden drei Wettbewerbe im Tischtennis ausgetragen.
Die Wettbewerbe fanden vom 17. bis zum 23. August im Wutaishan Sports Center statt.

## Jungen
| Platz | Land | Athlet         |
| ----- | ---- | -------------- |
| 1     | CHN  | Fan Zhendong   |
| 2     | JPN  | Yuto Muramatsu |
| 3     | BRA  | Hugo Calderano |

Die Finalwettkämpfe wurden am 20. August ausgetragen.
 Kilian Ort schied im Viertelfinale aus und belegte Rang 5
 Andreas Levenko und  Elia Schmid schieden beide im Viertelfinale der Trostrunde
00000000000000000000000000000000000000000000000000000000000aus und belegten jeweils Rang 21

## Mädchen
| Platz | Land | Athlet      |
| ----- | ---- | ----------- |
| 1     | CHN  | Liu Gaoyang |
| 2     | HKG  | Doo Hoi Kem |
| 3     | USA  | Lily Zhang  |

Die Finalwettkämpfe wurden am 20. August ausgetragen.
 Karoline Mischek schied im Achtelfinale aus und belegte Rang 9
 Yuan Wan gewann das Finale der
 Trostrunde und belegte Rang 17

## Gemischtes Team
| Platz | Land | Athlet                    |
| ----- | ---- | ------------------------- |
| 1     | CHN  | Liu Gaoyang, Fan Zhendong |
| 2     | JPN  | Miyu Katō, Yuto Muramatsu |
| 3     | HKG  | Doo Hoi Kem, Hung Ka Tak  |

Die Finalwettkämpfe wurden am 23. August ausgetragen.
 Yuan Wan und Kilian Ort schieden im Viertelfinale aus und belegten Rang 9
 Karoline Mischek und Andreas Levenko sowie  Elia Schmid und  Giorgia Piccolin
00000000000000000000000000000000000000000000000000000000000 schieden im Viertelfinale der Trostrunde aus
00000000000000000000000000000000000000000000000000000000000 und belegten jeweils Rang 21